# تئودور کوبر

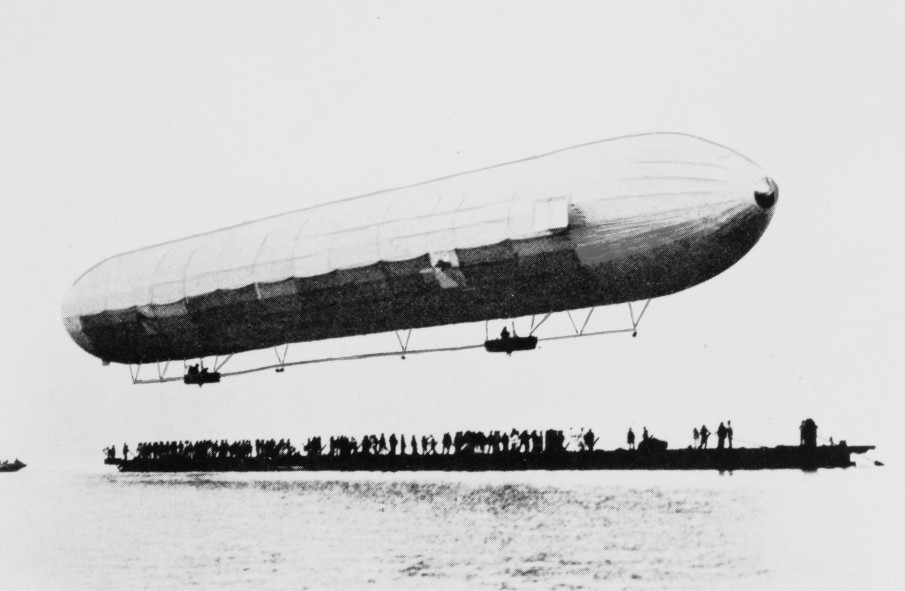
اولین کشتی هوایی زپلین

تئودور کوبر (زاده ۱۳ فوریه ۱۸۶۵ در اشتوتگارت؛ درگذشت ۲۰ دسامبر ۱۹۳۰ در فردریشسافن)، مهندس هوانوردی آلمانی قرن بیستم بود که در ساخت اولین زپلین مشارکت داشت.

## زندگی
به عنوان یک مهندس کوبر برای یک تولیدکننده بالون کار کرده بود و در دهه ۱۸۹۰، کنت فردیناند فون زپلین از او خواست تا طرح‌هایی را برای ساخت کشتی هوایی خود تولید کند. پس از چندین سال او و فردیناند زپلین طراحی زپلین LZ1 را تهیه کردند. بعداً، در سال ۱۹۱۲ او شرکت هواپیمایی فریدریشسهافن را با حمایت مالی زپلین برای ساختن بیش از ۴۰ فروند هواپیماهای دریایی برای نیروی دریایی آلمان در طول جنگ جهانی اول تأسیس کرد.
دخترش ایلسه اسرس یک مهندس آلمانی بود که پایه‌های اساسی را در زمینه مهندسی هوانوردی ایجاد کرد.